# Aksys
Aksys Games（Aksys Games Localization, Inc.）是專為英文市場翻譯與在地化日本遊戲的電子遊戲發行商，包含Switch、PS5等等，由謝明志於2006年創立。客戶包括万代南梦宫游戏、Xseed Games和Atlus美國。公司以參與罪恶装备系列而知名。
在2024年舉辦的動漫博覽會（Anime Expo 2024）上，Aksys宣布了即將發售的新遊戲包括《殭屍起義》（Zombie Uprising），《从零到舞蹈英雄》（Zero to Dance Hero），《愤怒的字节》（Raging Bytes）等。